# 圣鲁福
圣鲁福（義大利語：San Rufo），是意大利萨莱诺省的一个市镇。总面积31平方公里，人口1757人，人口密度56.7人/平方公里（2009年）。ISTAT代码为065126。